# Салават
Салава́т (рос. Салават, башк. Салауат) — місто у складі Башкортостану, Росія. Адміністративний центр та єдиний населений пункт Салаватського міського округу.

## Географія
Місто розташоване на півдні Башкортостану, на лівому березі річки Білої, за 178 км на південь від Уфи. Залізнична станція.

## Історія
Місто засноване 1948 року у зв'язку з початком будівництва нафтохімічного комбінату № 18 (нині ВАТ «Салаватнефтеоргсинтез»). На будівництво нафтохімічного комбінату за наказом Сталіна були етаповані ув'язнені — понад 25 тисяч осіб. Більшість з них пліч-о-пліч працювали з будівельниками під час зведення цехів комбінату і житлових кварталів. У Салаваті і зараз дислокуються чотири виправні колонії.
З 1949 — робітниче селище, з 1954 — місто. Назване на честь башкирського національного героя Салавата Юлаєва.

## Населення
Населення — 151571 особа (2019; 156095 у 2010, 158600 у 2002).

## Господарство
Салават — великий центр нафтопереробної і нафтохімічної промисловості (ВАТ «Салаватнефтеоргсинтез», випускає рідке паливо, бутилові спирти, поліетилен високої щільності, азотні добрива тощо), потужність комплексу — 11,7 млн тонн нафти на рік.
Нафтопереробний комплекс рядом трубопроводів пов'язаний з нафтопромислами Ішимбаю, Шкапова, Арлану, з родовищами газу (Каргалінське, Оренбурзька область), газоконденсату (Карачаганацьке, Казахстан), а також з хімічними підприємствами Стерлітамаку.
Також в місті працюють заводи «Салаватнефтемаш», авторемонтний і дослідно-експериментальний з випуску металоконструкцій.
Крім цього, функціонує великий скляний завод (ВАТ «Салаватстекло»), заводи залізобетонних і мінераловатних виробів, швейна фабрика, фабрики мисливського спорядження і трикотажних виробів, харчові підприємства.
Електроенергетика в місті представлена Салаватською ТЕЦ (264 Мвт) і Новосалаватською ТЕЦ (530 Мвт).
У місті діє автобусне, трамвайне сполучення.

### Культура, освіта
У розпорядженні салаватців є 26 середніх загальноосвітніх установ, зокрема 3 гімназії, 3 ліцеї, 1 школа-інтернат і 19 загальноосвітніх шкіл. Також в Салаваті працюють музична і художня школи.
У місті функціонує філіал Уфимського державного нафтового технічного університету.
Для проведення культурного дозвілля жителів міста призначені Башкирський драматичний театр, 4 палаци культури, кіноцентр «Октябрь».

### Спорт
Серед спортивних споруд Салавата — басейн «Вега», два стадіони, спортивний комплекс «Нефтехімік». За 18 км від міста, на схилах гори Зірган-Тау — гірськолижний центр «Спутник». Навесні 2007 року був відкритий Льодовий палац. Дуже популярним видом спорту в Салаваті є спідвей.